# Anna Sobolewska (aktorka)
Anna Sobolewska, Anna Wiszniowska-Sobolewska z domu Seweryn (ur. 13 stycznia 1927 w Tomaszowie Mazowieckim zm. 20 października 2020) – polska aktorka teatralna, telewizyjna, estradowa, piosenkarka.

## Życiorys
Była córka Tadeusza Seweryna, etnografa, malarza, grafika, muzeologa, badacza sztuki ludowej, i Teresy z Sobolewskich. Od najmłodszych lat wzrastała w kulcie sztuki i nauki. Do szkół uczęszczała przed II wojną, a w czasie okupacji dokształcała się na tajnych kompletach. Za sprawą ojca, prowadzącego ożywioną działalność konspiracyjną na stanowisku Kierownika Oporu Społecznego Okręgowej Delegatury Rządu, uczestniczyła jako łączniczka, stenografka i maszynistka, m.in. przy pracach przygotowujących liczne akcje likwidacji uczestniczących w dyskryminacji narodu polskiego Niemców i konfidentów skazanych wyrokami Cywilnych Sądów Specjalnych. Jednocześnie, dysponując znakomitymi warunkami fizycznymi, uczęszczała do Szkoły Baletowej Ireny Michalczyk oraz na tajne kursy teatralne Władysława Woźnika. Egzamin maturalny zdała w 1946 roku i rok później zapisała się do Polskiego Teatru Akademickiego. Wraz z Henrykiem Tomaszewskim, w marcu 1947 roku po raz pierwszy wystąpiła na tej scenie. W tym samym roku rozpoczęła studia w Państwowej Szkole Dramatycznej w Krakowie mimo protestu i dezaprobaty ojca, który karierę córki widział na polu naukowym. Spór między ojcem i córką przybrał na sile i wówczas zmieniła nazwisko Seweryn, przyjmując nazwisko swej babki, Sobolewska. W 1950 roku ukończyła studia na PWST im. Ludwika Solskiego w Krakowie.
Po ukończeniu studiów zaczęła karierę w Poznaniu. Zadebiutowała 10 lutego 1951 roku. Występowała w Krakowie, Poznaniu, Sosnowcu, Bielsku-Białej, Gnieźnie. Występowała m.in. w filmach Crimen (1988, serial fabularny) oraz Krewniaki (1982, spektakl telewizyjny). Napisała wspomnienia o swoim ojcu. W latach 1953–1966 była żoną Józefa Wiszniowskiego, inspicjenta i organizatora teatralnego. Nie miała dzieci. Mocny, melodyjny głos pozwalał jej na interpretacje piosenek estradowych. Występowała w komediach i farsach.

## Role teatralne i estradowe 1951 – 1995

### Teatr Polski w Poznaniu
- Gimnazjalistka – K.Treniew „Lubow Jarowaja”, reż. T.Muskat, scen. T. Kantor, prem. 10.II,1951 r.
- Gibałczewska, Urzędniczka i Murarka – Z. Gozdawa i W.Stępień „Wodewil warszawski”, reż. A. Kwiatkowski, scen. Z. Szpingier, prem. 2.VI.1951 r.
- Hanka – W. Żółkiewska „Awans”. reż. W. Ziembiński, scen. W. Królikiewicz, prem. 22.XII.1951 r.
- Chochlik – J. Słowacki „Balladyna”, reż. W. Wożnik, scen. Z. Szpinger, prem. 6.III.1952 r.
- Mamusia – A. Makarenko „Poemat pedagogiczny”, reż. M. d’Alphonse, scen. T. Kalinowski, prem. 1.V.1952 r.
- Fruzia – A. Fredro „Damy i huzary”, reż. W. Stoma, scen. T. Kalinowski, prem. 27.VI.1952 r.
- Otrębska – A. Stern „Pani Dulska na rozdrożu” reż. M. d’Alphonse, scen. A. Bilski, prem. 16.V.1953 r.

### Teatr Muzyczny w Gdańsku
- Palmira Beaubisson – R. Heuberger „Bal w operze”, reż. D. Baduszkowa, scen. R. Bubiec, prem. 18.V.1958 r.

### Teatr Zagłębia w Sosnowcu
- Macocha – S. Płonka-Fiszer „Kopciuszek”, reż J. Ulrich, scen. J. Dutkiewicz, prem. 10.XII.1961 r.
- Brunchilda – E. Toller „Wyzwolenie Wotana”, reż. Z. Zbrojewski, scen. W. Lange, prem. 3.V.1962 r.
- Szambelanowa – A. Fredro „Pan Jowialski”, reż. B. Mierzejewski, scen. J. Dutkiewicz, prem. 29.VI.1962 r.
- Łucka – K. Zalewski „Przed ślubem”, reż. T. Przystawski, scen. J. Dutkiewicz, prem. 2.III.1963 r.
- Gospodyni – S. Wyspiański „Wesele”, reż. W. Nowakowski, scen. J. Hrynkowski, prem. 6.VI.1963 r.
- Ona – J.P. Gawlik „Pokusa”, reż. A. Słociński, scen. A. Sell-Walter, prem. 3.I.1964 r.

### Teatr Polski w Bielsku-Białej
- Tadrachowa – G. Zapolska „Moralność pani Dulskiej”, reż. A. Mianowska, scen. J. Feldman, prem. 28.XI.1970 r.
- Walentowa, Pani II – W. Krzemiński „Romans z wodewilu”, reż. J. Para, scen. W. Lange, prem. 16.I.1971 r.
- Niewadzka – S. Żeromski „Doktor Judym”, reż. J. Para, scen. J. Feldman, prem. 20.III.1971 r.
- Olga – T. Różewicz „Kartoteka”, reż. J. Para, scen. A. Łabiniec, prem. 18.IX.1971 r.
- Coca Baisos – M. Mithois „Madame Coco”, reż. J. Para, scen. M. Adamska, prem. 27.IV.1972 r.
- Królowa Matka – Ajschylos „Persowie”, reż. J. Para, scen. A. Łabiniec, prem. 30.IX.1972 r.
- Tatiana – M. Gorki „Mieszczanie”, reż. J. Para, scen. A. Łabiniec, prem. 4.XI.1972 r.
- Pulcheria – M. Bałucki „Dom otwarty”, reż. J. Gruca, scen. Z. Strzelecki, prem. 9.II.1974 r.
- Berta – M. Camoletti „Latające narzeczone”, reż. A. Nowak, scen. J. Braun, prem. 19.X.1974 r.
- Starsza Pani – R. Thomas „Osiem kobiet”, reż. I. Czaykowska, sce. A. Łabiniec, prem. 19.X.1974 r.
- Pani Carlier – C. Magnier „Paryżanin”, reż. A. Nowak, scen. W. Szymański, prem. 16.V.1975 r.
- Kornelia – A. Wydrzyński „Uczta morderców”, reż. T. Pliszkiewicz, scen. A. Markowski, prem. 19.XII.1975 r.
- Helena – W. Rapacki (syn) „Wesoły wspólnik”, reż. R. Krzyszycha, scen. W. Lange, prem. 2.X.1976 r.
- Babcia – O. Zelenka „Koszulka”, reż. M. Dembowski, scen. B. Ptak, prem. 24.VI.1977 r.
- Joanna – G. Zoch „Strzał w nocy”, reż. A Nowak, scen. M. Fiszer, prem. 24.VI.1977 r.
- Babka – P. Panczew „Bliźniacy”, reż. M.Ziobrowski, scen. A. Czeczot, prem. 25.XI.1978 r.
- Fiokła Iwanowna – M. Gogol „Ożenek”, reż. A. Nowak, scen. W. Lange, prem. 24.III.1979 r.
- Hrabina de Mont-Vermeil – R. Vincy i J. Valmy „Pasztet jakich mało”, reż. M. Dembowski, scen. J. Rybarkiewicz, prem. 18.I.1980 r.
- Atujewa – A. Suchowo-Kobylin „Wesele Kreczyńskiego”, reż. M.T. Nowakowski, scen. J. Rybarkiewicz, prem. 18.I.1980 r.
- Kierowniczka żłobka – M. Hennequin „Nie kłam, kochanie”, reż. A. Nowak, scen. M. Fiszer, prem. 27.XI.1981 r.
- Katarzyna – M. Bałucki „Krewniaki”, reż. A. Nowak, scen. M. Fiszer, prem. 27.XI.1981 r.
- Turusina – A. Ostrowski „Pamiętnik szubrawca własnoręcznie przez tegoż napisany”, reż. A. Nowak, scen. M. Schubert, prem. 5.11.1982 r.
- Franciszka Wereszczakowa – A. Maliszewski „Ballady i romanse”, reż. M. Dembowski, scen. J. Gorazdowski, prem. 11.II.1983 r.
- Pani Barnier – C. Magnier „Oskar”, reż. M. Szczerski, scen. B. Stopka, prem. 6.V.1983 r.
- Chłopka – I. Bresan „Przedstawienie ‘Hamleta’ we wsi Głucha Dolna”, reż. W. Laskowska, scen. M. Tomasik, prem. 21.X.1983 r.
- Eugenia – S. Mrożek „Tango”, reż. M. Górkiewicz, scen. K. Żygulska, prem. 18.II.1984 r.
- Kucharka – W. Młynarski i M. Małecki „Cień”, reż. J. Sycz, scen. A. Kuryło, prem. 29.XII.1984 r.
- Siostra Barbara – S.I. Witkiewicz „Wariat i zakonnica”, reż. J. Sopoćko, scen. T. Czerska, prem. 24.II.1985 r.
- Nell – S. Beckett „Końcówka”, reż. W. Kopciński, scen. M. Treutler, prem. 31.V.1985 r.
- Szambelanowa – A. Fredro „Pan Jowialski”, reż. W. Boratyński, scen. A. Kuryło, prem. 20.XII.1985 r.
- Małgorzata – L.M. Mongomery „Ania z Zielonego Wzgórza”, reż. H. Adamek, scen. T. Smolicki, prem. 14.III.1986 r.
- Człowiek Craparta – R. Rolland „Gra miłości i śmierci”, reż. W Jankowski, scen. T. Smoliński, prem. 27.III.1987 r.

### Teatr im. Aleksandra Fredry w Gnieźnie
- Wielosławska – S. Żeromski „Przedwiośnie”, reż. R. Kordziński, scen. Z. Bednarowicz, prem. 18.XI.1988 r.
- Maryla – L.M. Montgomery „Ania z Zielonego Wzgórza”, reż. H. Olszewski, scen. J. Warpechowski, prem. 18.XII.1988 r.
- Ciotka – W. Gombrowicz „Iwona księżniczka Burgunda”, reż. H. Adamek, scen. M. Hubka, prem. 25.IV.1990 r.

### Udział w programach teatrów satyry
Teatr Satyryków w Poznaniu, 1953-1954
- „Siódme poty” – składanka satyryczna, reż. A. Hanuszkiewicz, prem. 1953 r.
- „Bez znieczulenia” – składanka satyryczna, reż. Cz. Szpakowicz, prem. 13.XII.1953 r.
- „Odfajkowane” – składanka satyryczna, reż. Cz. Szpakowicz, prem. 3.III.1954 r.

Teatr Satyryków w Krakowie, 1954-1956
- „Ręce do góry” – składanka satyryczna, reż. K. Szubert, prem. 15.IX.1954 r.
- „Targowisko różności” – składanka satyryczna, reż. W. Wróblewska, prem. 1955 r.
- „Wesołe porachunki” – składanka satyryczna, prem. 1955 r.
- „Kraków gra” – składanka satyryczna, prem. 1955 r.
- „Jedziemy na wariata” – składanka satyryczna, prem. 1955 r.
- „Jedziemy na olimpiadę” – składanka satyryczna, reż. T. Kwiatkowski, prem. 1956 r.

Teatr Satyry w Katowicach, 1956
- „Co nam zostało z tych lat” – składanka satyryczna, reż. R. Niewiarowicz, scen. J. Glatty, prem. 10.III.1956 r.
- „Sto lat !” – J. Ponitycki, reż. T. Wesołowski, scen. J. Glatty, prem. 5.I.1956 r.

### Występy w zespołach kabaretowych w latach 1956–1958
- Kabaret Literacki „Smok”, Kraków, 1956 r., kier art. S. Otwinowski, Kraków 1956 r.
- Kabaret Jazzowy „Hot”, Katowice, 1957 r., kier. art. W. Patuszyński, Katowice 1957 r.
- Kabaret „Barometr”, w kinie „Praha”, kier. art. J. Ofierski, Warszawa, 1958 r.

### Najciekawsze programy estradowe z udziałem Anny Sobolewskiej z lat 1952–1990
- „Poniedziałki satyryczne”, reż. K. Fabisiak, Teatr Komedii Muzycznej w Poznaniu 1952 r.
- „Z kurierkiem na ty”, reż. W. Kazanecki, Program Estrady i „Z Kuriera Lubelskiego”, w Lublinie, prem. 20.X.1958 r.
- „Międzynarodowe Variete”, reż. B. Kilkowska, organizacja PAGART, prem. 20.III.1959 r.
- „Duża Buśka”, Program Państwowego Przedsiębiorstwa Imprez Estradowych w Katowicach, prem. 28.VII.1959 r.
- „Mijają lata, nie mijają piosenki”, Program Państwowego Przedsiębiorstwa Imprez Estradowych w Bydgoszczy, prem. 1960 r.
- „Między nami dorosłymi”, Program Teatrzyku Estradowego Aktorów Wojewódzkiej Agencji Imprez Artystycznych w Katowicach, prem. 1963 r.
- „Latające dziewczęta”, reż, E. Kron. Program Wojewódzkiej Agencji Imprez Artystycznych w Katowicach, prem. 1965 r.
- „Antykvariete”, reż. S. Broszkiewicz. Program Wojewódzkiej Agencji Imprez Artystycznych w Katowicach, prem. 1966 r.
- „Stop ! dziecko na drodze”, reż J. Ponitycki. Program Wojewódzkiej Agencji Imprez Artystycznych w Katowicach, 1969 r.

### Repertuar solowy Anny Sobolewskiej z udziałem pianisty
Programy patriotyczne
- „Do Ciebie Polsko” – program oparty na poezji i piosence legionowej
- „Czy pamiętasz żołnierzu” – program oparty na poezji i piosenkach z czasów II wojny światowej

Programy rozrywkowe
- Z. Wiktorczyk „Wspomnienia babuni”
- J. Ponitycki „Adieu, fin de siecle!”
- M. Pawlikowska-Jasnorzewska „Chwila nostalgii”
- „W stylu retro” piosenki i teksty kabaretowe z okresu międzywojennego.